# جام بین قاره‌ای ۱۹۷۷
جام بین قاره‌ای ۱۹۷۷ هفدهمین دوره از جام بین قاره‌ای فوتبال بود که بین باشگاه بروسیا مونشن گلادباخ، نایب قهرمان جام باشگاه‌های اروپا ۷۷–۱۹۷۶، و باشگاه بوکا جونیورز، قهرمان جام لیبرتادورس ۱۹۷۷ برگزار شد.

## تیم‌ها
| تیم                  | نحوه صعود                               | حضور قبلی |
| -------------------- | --------------------------------------- | --------- |
| بروسیا مونشن گلادباخ | نایب قهرمان جام باشگاه‌های اروپا ۷۷–۱۹۷۶ | اولین بار |
| بوکا جونیورز         | قهرمان جام لیبرتادورس ۱۹۷۷              | اولین بار |

## پیش زمینه
از آنجایی که لیورپول از شرکت در مسابقه خودداری کرد، بروسیا مونشن گلادباخ تیمی بود که برای بازی در این جام منصوب شد. به دلیل مشکلات برنامه‌ریزی، جام تا سال ۱۹۷۸ برگزار نشد و بازی برگشت بیش از چهار ماه پس از اولین بازی در بوئنوس آیرس برگزار شد.
پیش از آن، بروسیا مونشن گلادباخ سه بار متوالی (۷۷-۱۹۷۴) بوندس‌لیگا را با بازیکنان برجسته‌ای مانند برتی فوگتس و آلن سیمونسن که در سال ۱۹۷۷ برنده توپ طلا شده بودند، برده بود.
به عنوان بخشی از آماده سازی برای این بازی، مدیر بوکا جونیورز، خوان کارلوس لورنزو، یکی از دوستان خود را به کمپ تمرینی بروسیا (که به دلیل دانش زبان آلمانی خود را به عنوان یک روزنامه نگار محلی تظاهر می‌کرد) فرستاد تا تیم را در عمل تماشا کند. فرستاده سپس گزارش مفصلی در مورد بازیکنان بروسیا، ویژگی‌های فنی و مهارت‌های آنها در زمین برای لورنزو ارسال کرد.

## بازی رفت
اولین بازی در لا بومبونرا برگزار شد و بوکا جونیورز با گل ارنستو ماسترانجلو جلو افتاد، اما مونشن گلادباخ دو گل به ثمر رساند و با نتیجه ۲–۱ پیش افتاد تا اینکه خورخه ریبولزی برای بوکا جونیورز گلزنی کرد و نتیجه نهایی بازی ۲–۲ شد.

### جزئیات بازی
| بوکا جونیورز                   | ۲–۲   | بروسیا مونشن گلادباخ    |
| ------------------------------ | ----- | ----------------------- |
| - ماسترانجلو ۱۶' - ریبولزی ۵۱' | گزارش | - هانس ۲۴' - بونهوف ۲۹' |

| بوکا جونیورز | بروسیا مونشن‌گلادباخ |

|                    |    |                        |  |     |
|                    |    |                        |  |     |
| GK                 | ۱۲ | اوسوالدو سانتوس        |  |     |
| DF                 | ۴  | وینسنته پرنیا          |  |     |
| DF                 | ۲  | فرانچسکو سا            |  |     |
| DF                 | ۶  | روبرتو موزو            |  |     |
| DF                 | ۳  | میگل آنخل بوردون       |  |     |
| MF                 | ۸  | یورگه خوزه بنیتز       |  | '46 |
| MF                 | ۵  | روبن سونیه (کاپیتان)   |  |     |
| MF                 | ۱۸ | ماریو زانابریا         |  |     |
| FW                 | ۷  | ارنستو ماسترانجلو      |  |     |
| FW                 | ۲۱ | دنیل سورینو پاوون      |  | '64 |
| MF                 | ۱۷ | کارلوس هوراسیو سالیناس |  |     |
| تعویض‌ها:           |    |                        |  |     |
| MF                 |    | خورخه ریبولزی          |  | '46 |
| FW                 |    | کارلوس آلبرتو آلوارز   |  | '64 |
| سرمربی:            |    |                        |  |     |
| خوان کارلوس لورنزو |    |                        |  |     |

|           |    |                       |  |     |
|           |    |                       |  |     |
| GK        | ۱  | ولفگانگ کلف           |  |     |
| DF        | ۲  | هورست وولرز (کاپیتان) |  |     |
| DF        | ۳  | ویلفرید هانس          |  |     |
| DF        | ۴  | هربرت ویمر            |  | '56 |
| DF        | ۵  | برتی فوگتس            |  |     |
| MF        | ۶  | وینفرید شفر           |  |     |
| MF        | ۷  | راینر بونهوف          |  |     |
| MF        | ۸  | کریستین کولیک         |  |     |
| FW        | ۹  | کاله دل‌هایه           |  |     |
| FW        | ۱۰ | کارستن نیلسن          |  |     |
| FW        | ۱۱ | اوالد لینن            |  |     |
| تعویض‌ها:  |    |                       |  |     |
| MF        |    | دیتمار دانر           |  | '56 |
| سرمربی:   |    |                       |  |     |
| اودو لاتک |    |                       |  |     |

## بازی برگشت

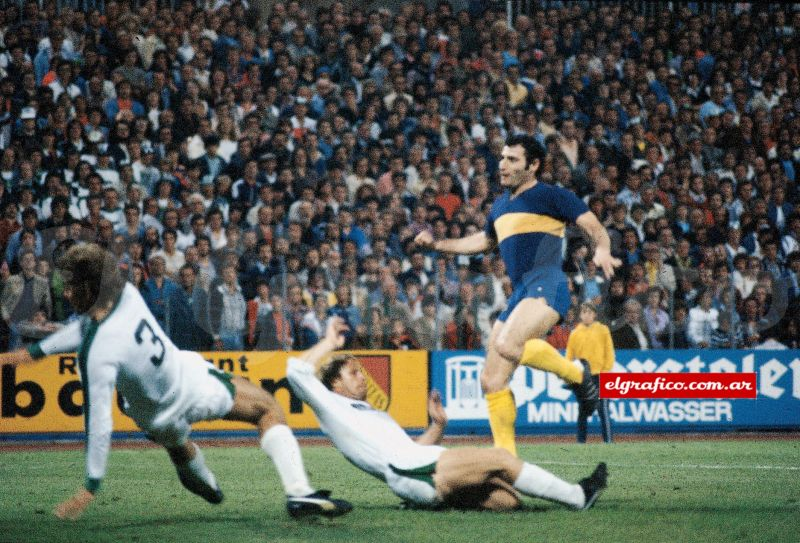
ارنستو ماسترانجلو گل دوم را برای بوکا جونیورز در ورزشگاه ویلد پارک به ثمر رساند

در ماه اکتبر، بوکا جونیورز برای انجام بازی برگشت به آلمان سفر کرد، در حالی که رسانه‌ها در مورد پیروزی تیم آرژانتینی در آنجا تردید داشتند. از آنجایی که استادیوم بروسیا در حال بازسازی بود، مسابقه در ورزشگاه ویلد پارک برگزار شد، که به دلیل اینکه در آن زمان ورزشگاه با بهترین نور در سراسر آلمان بود، قابل توجه بود.
خوان کارلوس لورنزو، سرمربی بوکا جونیورز، با جایگزین کردن خوزه لوئیس تزاره جوان بجای فرانچسکو سا، همه را شگفت‌‌زده کرد. او همچنین سه بازیکن تهاجمی (که منجر به ترکیب ۴–۳–۳ شد) را در ترکیب قرار داد، چیزی که در آن زمان‌ها نادر بود.
طرح طراحی شده توسط لورنزو یک حرکت درست بود زیرا بوکا جونیورز سه گل برای پیروزی ۳–۰ در پایان نیمه اول به ثمر رساند. با این وجود، در ۱۵ دقیقه ابتدایی بازی، بروسیا بسیار بهتر از بوکا جونیورز بازی کرد، اما تیم آلمانی علیرغم تسلط بر رقیب نتوانست در بازی گلی به ثمر برساند.
یکی از بازیکنان کلیدی این دیدار، داریو فلمن بود که یک گل نیز به ثمر رساند. فلمن که در آن زمان به صورت قرضی از والنسیا بود، در اولین بازی در لا بومبونرا شرکت نکرده بود، اما آلبرتو آرماندو او را متقاعد کرد که بازی برگشت را انجام دهد. فلمن یک پاس دقیق به ارنستو ماسترنجلو داد تا گل دوم مسابقه را به ثمر برساند.
در پایان بازی، اودو لاتک، مدیر بروسیا اظهار داشت که "بوکا جونیورز تیمی بالغ‌تر و باهوش‌تر از ما بود".

### جزئیات بازی
| بروسیا مونشن گلادباخ | ۰–۳   | بوکا جونیورز                             |
| -------------------- | ----- | ---------------------------------------- |
|                      | گزارش | - فلمن ۲' - ماسترانجلو ۳۳' - سالیناس ۳۷' |

| بروسیا مونشن‌گلادباخ | بوکا جونیورز |

|           |    |                       |  |     |
|           |    |                       |  |     |
| GK        | ۱  | ولفگانگ کلف           |  |     |
| DF        | ۲  | نوربرت رینگلز         |  |     |
| DF        | ۳  | ویلفرید هانس          |  |     |
| DF        | ۴  | هورست وولرز (کاپیتان) |  | '46 |
| DF        | ۵  | برتی فوگتس            |  |     |
| MF        | ۶  | کارستن نیلسن          |  |     |
| MF        | ۷  | هانس-گونتر برونس      |  |     |
| MF        | ۸  | کریستین کولیک         |  |     |
| FW        | ۹  | آلان سیمونسن          |  |     |
| FW        | ۱۰ | هلموت لائوسن          |  | '72 |
| FW        | ۱۱ | رودی گورس             |  |     |
| تعویض‌ها:  |    |                       |  |     |
| MF        |    | وینفرید شفر           |  | '46 |
| MF        |    | اوالد لینن            |  | '72 |
| سرمربی:   |    |                       |  |     |
| اودو لاتک |    |                       |  |     |

|                    |    |                        |  |     |
|                    |    |                        |  |     |
| GK                 | ۱  | اوگو گاتی              |  |     |
| DF                 | ۴  | وینسنته پرنیا          |  |     |
| DF                 |    | خوزه لوئیس تزاره       |  |     |
| DF                 | ۳  | میگل آنخل بوردون       |  |     |
| DF                 |    | خوزه ماریا سوارز       |  |     |
| MF                 | ۱۷ | کارلوس هوراسیو سالیناس |  |     |
| MF                 | ۵  | روبن سونیه (کاپیتان)   |  |     |
| MF                 | ۱۸ | ماریو زانابریا         |  |     |
| FW                 | ۷  | ارنستو ماسترانجلو      |  |     |
| FW                 | ۹  | خوزه لوئیس سالدانیو    |  | '46 |
| FW                 | ۱۱ | داریو فلمن             |  |     |
| تعویض‌ها:           |    |                        |  |     |
| FW                 |    | کارلوس وگلیو           |  | '46 |
| سرمربی:            |    |                        |  |     |
| خوان کارلوس لورنزو |    |                        |  |     |

## پس از بازی

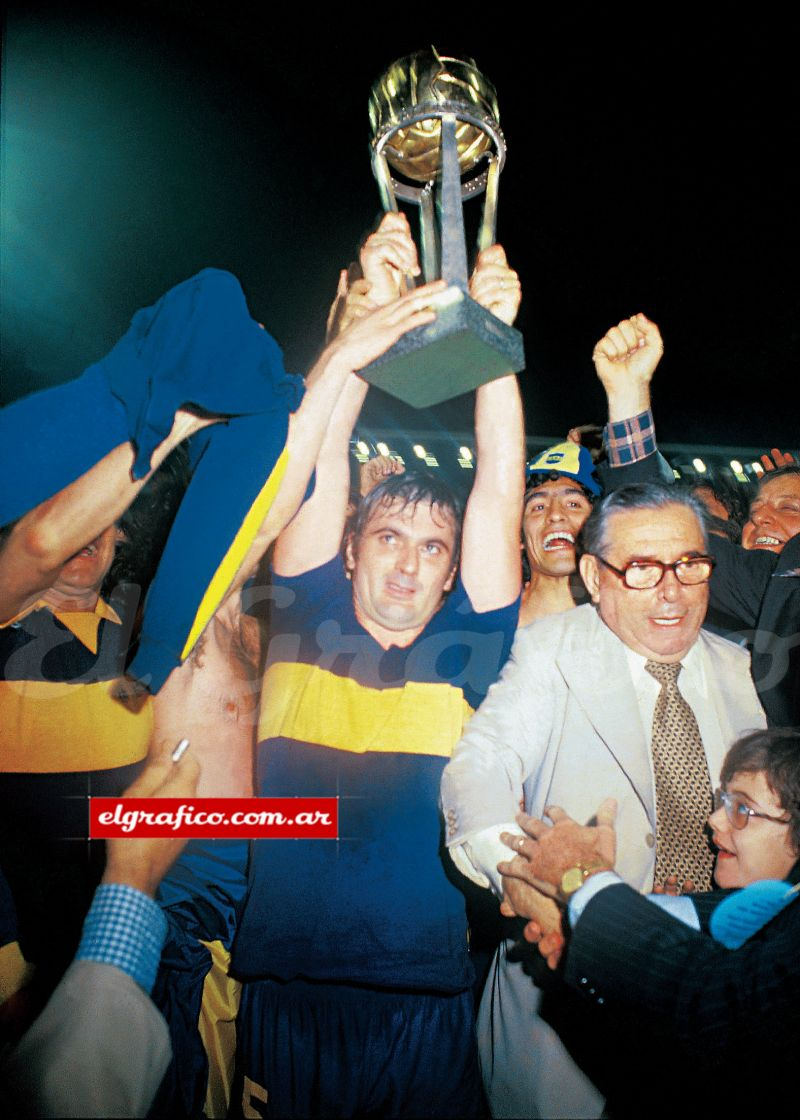
روبن سونیه، کاپیتان بوکاجونیورز، در حال بالا بردن جام. در سمت چپ او، رئیس باشگاه، آلبرتو آرماندو

پیروزی بوکا جونیورز در سراسر آرژانتین مورد تحسین قرار گرفت، حتی هواداران باشگاه‌های رقیب. این اولین عنوان بین قاره‌ای برای این باشگاه و سومین عنوان برای پنج باشگاه بزرگ آرژانتین پس از پیروزی‌های راسینگ و ایندپندینته به ترتیب در سال‌های ۱۹۶۷ و ۱۹۷۳ بود.
پس از بازگشت از آلمان، بازیکنان بوکا جونیورز مستقیماً به باشگاه رفتند، بنابراین مجبور شدند در مسابقات متروپولیتانو با نیولز اولد بویز بازی کنند، که در نهایت کیلمس برنده آن شد.
| «                   | هیچ کس به برد ما اعتقاد نداشت. من یک دستیار برای جاسوسی در پیش فصل بروسیا فرستادم و این به من کمک کرد تا نتیجه‌گیری کنم. می‌دانستم که بازی در برابر آنها سخت خواهد بود و باید یک تیم سریع را در زمین بازی قرار دهم | » |
| —خوان کارلوس لورنزو | |   |